# Егино III фон Мач
Егино III фон Мач (на немски; † 18 април 1277 в Грац в Австрия) от фамилията „Мач“ е фогт на Мач в Граубюнден. Фамилията Мач е стар благороднически род в Швейцария и Австрия. Те са фогти на Мариенберг и Мач в Граубюнден.

## Произход и наследство
Той е син на Хартвиг II фон Мач-Мариенберг († 20 декември 1249) и съпругата му София фон Мозбург. Внук е на Егино II фон Мач-Мариенберг († 25 ноември 1238) и правнук на фогт Егино I фон Мариенберг († 25 ноември 1238) и Аделхайд фон Ванген, дъщеря на Алберо I фон Ванген. Праправнук е на Хартвиг I фон Мач († сл. 1167).
Брат е на фогт Алберо фон Мач († 10 януари 1280), женен на 14 март 1263 г. за София фон Фелтурнс фом Щайн († сл. 10 август 1308), баща на фогт Улрих II фон Мач († 1309) и продължава рода.
Егино III фон Мач е убит на 18 април 1277 г. в Грац, Австрия.
Фамилията фон Мач изчезва през 1510 г. Повечето собствености на род Мач в днешен Южен Тирол отиват на „фрайхерен фон Трап“, където е омъжена Барбара фон Мач († пр. 1474/18 април 1504 в Болцано), омъжена за Якоб IV Трап († 17 август 1475, Болцано).

## Фамилия
Егино III фон Мач се жени за Аделхайд фон Монфор († сл. 1302), дъщеря на graf Хуго II фон Монфор-Брегенц († 1260) и Елизабет фон Бургау, дъщеря на Хайнрих III фон Берг-Шелклинген († ок. 1241), маркграф на Бургау, и Аделхайд фон Шелклинген. Те имат децата:
- Егино V фон Мач († сл. 30 ноември 1341), фогт на Мач, женен за Клара фон Хомберг († сл. 1315); има два сина и една дъщеря
- Берта фон Мач († сл. 1283)
- дете фон Мач († сл. 1288), женено